# Sportpark Prestberg
Het Sportpark Prestberg (Noors: Prestberget idrettsanlegg)  is een sportpark in Sand in de gemeente in Nord-Odal in de provincie Innlandet in het zuiden van Noorwegen. Het complex omvat een voetbalveld met daarom heen in de winter een ijsbaan. De openlucht-natuurijsbaan is geopend in 1978 en ligt op 159 meter boven zeeniveau. Er zijn op deze ijsbaan verschillende Noorse kampioenschappen junioren georganiseerd.

## Nationale kampioenschappen junioren
- 1987 - NK allround junioren mannen/vrouwen
- 1987 - NK sprint junioren mannen/vrouwen
- 1996 - NK afstanden junioren mannen/vrouwen

## Nord-Odal Idrettslag
De vereniging Nord-Odal Idrettslag (vroeger: Sand Idrettsforening) maakt gebruik van het Sportpark Prestberg. De volgende bekende schaatsers zijn (ex-)lid van Nord-Odal Idrettslag:
- Lasse Sætre
- Dag-Erik Kleven
- Kjersti Berg Sand
- Hallgeir Engebråten